# ¡Pesca!
¡Pesca! (conocido también como ¡ve a pescar! y en inglés como Go Fishing, Goldfish o Fish) es un juego de naipes sencillo. El número de jugadores es variable y está comprendido entre dos y seis. Se utiliza una baraja francesa a la que se le retiran los comodines.

## Juego

### Reglas
- Se utiliza una cartas de Barajas
- Se barajan las cartas
- Pueden jugar entre dos y seis jugadores.
- Si solo hay dos jugadores, se entregan siete naipes a cada uno.
- Si hay más de dos jugadores, se entregan cinco naipes a cada uno.
- Los naipes restantes se distribuyen en una pila que se llamará océano,[nota 1] y que estará compartida entre todos los jugadores.
- Se juega por turnos, comenzando por quien esté ubicado a la izquierda de quien reparte los naipes.
- En cada turno, el jugador solicitará (qué posea) un rango numérico de naipe a otro jugador (por ejemplo, un 4).
- Si el jugador a quien se le solicitó el naipe posee uno o más dentro de ese rango, debe entregárselos al otro jugador. Si no dice "gracias" al entregar la carta, el jugador que posee la carta se la queda.
- Si no posee ningún naipe en el rango, debe decir la palabra ¡pesca!, o, en algunos países, la frase ¡ve a pescar!; el jugador solicitante, entonces, retirará un naipe del océano.
- Si el naipe obtenido del océano coincide con el que solicitó antes, deberá mostrarlo al resto de los jugadores diciendo ¡Buena pesca! Y sigue el otro jugador.

### Objetivo
- Los jugadores tendrán que hacer conjuntos de cuatro naipes del mismo rango numérico. De lograrlo, colocarán esos naipes boca arriba a un costado.
- El juego termina cuando se forman todos los grupos de cuatro naipes del mismo rango.
- Gana el jugador que más grupos ha logrado formar.

### Posibilidad de jugar con otros tipos de barajas
Se puede jugar también con una baraja española, tanto de 40 cartas como de 48, siempre quitando los comodines. De hecho se puede jugar con barajas de uno, barajas tradicionales, y prácticamente todo tipo de barajas.